# Hội đồng Bộ trưởng Cộng hòa Dân chủ Đức
Hội đồng Bộ trưởng Cộng hòa Dân chủ Đức (tiếng Đức: Ministerrat der Deutschen Demokratischen Republik) hay còn được gọi Hội đồng Bộ trưởng Đông Đức, là cơ quan nội các và hành pháp của Cộng hòa Dân chủ Đức từ tháng 11 năm 1950 cho đến khi nước Đức thống nhất ngày 3 tháng 10 năm 1990.
Theo Hiến pháp Cộng hòa Dân chủ Đức, Hội đồng Bộ trưởng là cơ quan hành pháp cao nhất của nhà nước và được thành lập dành riêng cho Đảng Xã hội chủ nghĩa Thống nhất Đức (SED) và các đảng thống nhất nằm trong Khối Dân chủ. Năm 1950 Hội đồng gồm 18 thành viên đến năm 1989 Hội đồng gồm 39 thành viên.

## Tổ chức
Trong cơ cấu quyền lực của Đông Đức, Hội đồng Bộ trưởng chỉ là cơ quan cấp dưới phê duyệt các nghị quyết định và các dự thảo luật của ban lãnh đạo Đảng Xã hội chủ nghĩa Thống nhất Đức. Có điều, chính phủ Đông Đức, giống như chính phủ Cộng hòa Liên bang, chỉ có chủ quyền hạn chế trong những năm đầu. Đặc biệt đối với các vấn đề quan hệ đối ngoại, các lựa chọn ra quyết định của Đông Đức rất hạn chế và chính phủ Đông Đức trực thuộc Ủy ban Kiểm soát Liên Xô.
Trung tâm quyền lực thực tế ở Đông Đức là Bộ Chính trị Trung ương Đảng Xã hội chủ nghĩa Thống nhất Đức với các cơ quan thư ký của nó, kiểm soát Đảng và chính phủ. Vai trò của nó được thể hiện rõ ràng qua quyết định của Ban Bí thư, Bộ Chính trị ngày 17 tháng 10 năm 1949:
"Các luật và pháp lệnh có tầm quan trọng, các tài liệu dưới bất cứ hình thức nào khác do Chính phủ thực hiện các quyết định, hơn nữa các đề xuất ban hành luật và pháp lệnh phải được chuyển đến Bộ Chính trị hoặc Ban Bí thư Bộ Chính trị quyết định trước khi Đại hội Nhân dân và Chính phủ thông qua.

Ngoài ra, vào tháng 6 năm 1950, Trung ương Đảng Xã hội chủ nghĩa Thống nhất thành lập các ban tương ứng với các vụ của các bộ. Các ban này nằm trong Trung ương Đảng SED là trung tâm ra quyết định thực tế. Hội đồng Bộ trưởng do một Chủ tịch (thủ tướng) đứng đầu. Có hai phó chủ tịch thứ nhất và chín phó chủ tịch khác. Cùng với một số bộ trưởng chuyên trách, thành lập Đoàn Chủ tịch Hội đồng Bộ trưởng. Đoàn Chủ tịch chuẩn bị tất cả các quyết định với sự tham vấn của các ban liên quan của Trung ương Đảng SED và Bộ Chính trị SED. Các bí thư và trưởng ban trong Trung ương Đảng có thể ban hành chỉ thị cho các bộ trưởng.
Cho đến khi chủ nghĩa cộng sản sụp đổ năm 1989, các Phó Chủ tịch thứ nhất của Hội đồng Bộ trưởng là Günther Kleiber và Alfred Neumann, cả hai đều là Ủy viên Bộ Chính trị SED. Alfred Neumann đã từng là Chủ tịch Hội đồng Kinh tế Quốc gia (Volkswirtschaftsrat) dưới thời Ulbricht. Các phó chủ tịch khác của Hội đồng Bộ trưởng là đại diện lãnh đạo của mỗi đảng trong số bốn đảng phái dân chủ.
Hội đồng Bộ trưởng cũng bao gồm Chủ tịch Ủy ban Kế hoạch Nhà nước (Staatliche Plankommission, SPK), Chủ tịch Ngân hàng Nhà nước Đông Đức (Staatsbank der DDR) và một số Quốc vụ khanh, hầu hết đều là người đứng đầu các văn phòng của Hội đồng Bộ trưởng. Tất cả các thành viên của Hội đồng Bộ trưởng - bao gồm cả các bộ trưởng - đã được Đại hội Nhân dân bầu với nhiệm kỳ 5 năm. Đoàn Chủ tịch là cơ quan làm việc giữa các phiên họp hàng tuần của Hội đồng Bộ trưởng. Các hoạt động này diễn ra thường xuyên vào các ngày thứ tư nhằm thực hiện các quyết định của sau cuộc họp Bộ Chính trị SED vào thứ Ba. Trong cơ cấu nhà nước tập trung của Đông Đức, các hội đồng quận khu vực (Bezirke), hội đồng quận thành thị (Stadtkreise) và huyện nông thôn (Landkreise) trực thuộc Hội đồng Bộ trưởng với tư cách là các cấp hành chính phụ thuộc.
Văn phòng Hội đồng Bộ trưởng cũng xuất bản Công báo Pháp luật của Cộng hòa Dân chủ Đức. Từ năm 1983, "Trung tâm lưu trữ dữ liệu cán bộ trung ương" (Zentrale Kaderdatenspeicher, ZKDS) điện tử của Đông Đức được điều hành bởi Hội đồng Bộ trưởng. Ngoài ra, Văn phòng Báo chí thuộc Hội đồng Bộ trưởng, nơi ban hành các thông báo của chính phủ và chịu trách nhiệm về việc công nhận các nhà báo nước ngoài tại Đông Đức. Kurt Blecha lãnh đạo Văn phòng trong thời gian dài.
Trụ sở chính thức của Hội đồng Bộ trưởng là Nghị viện Phổ cũ (Preußische Landtag) từ năm 1950 đến năm 1953, và từ năm 1961 là tòa nhà Altes Stadthaus ở số 47 đường Klosterstraße quận Mitte-Berlin. Các bộ có tòa nhà riêng ở Berlin. Tòa nhà Haus der Ministerien ở dường Leipziger, gần Bức tường Berlin, là nơi đặt các bộ thuộc các lĩnh vực kinh tế.

## Chủ tịch Hội đồng Bộ trưởng
Chủ tịch Hội đồng Bộ trưởng hoặc Thủ tướng Chính phủ là:
| TT | Tên (Sinh-mất)               | Chân dung | Bổ nhiệm             | Miễn nhiệm          | Đảng chính trị |
| --- | ---------------------------- | --------- | -------------------- | ------------------- | -------------- |
| Thủ tướng Cộng hòa Dân chủ Đức Ministerpräsident der Deutschen Demokratischen Republik                               |                              |           |                      |                     |                |
| 1 | Otto Grotewohl (1894–1964)   |           | 7 tháng 10 năm 1949  | 2 tháng 11 năm 1950 | SED            |
| Chủ tịch Hội đồng Bộ trưởng Cộng hòa Dân chủ Đức Vorsitzende des Ministerrates der Deutschen Demokratischen Republik |                              |           |                      |                     |                |
| 1 | Otto Grotewohl (1894–1964)   |           | 2 tháng 11 năm 1950  | 21 tháng 9 năm 1964 | SED            |
| 2 | Willi Stoph (1914–1999)      |           | 24 tháng 9 năm 1964  | 3 tháng 10 năm 1973 | SED            |
| 3 | Horst Sindermann (1915–1990) |           | 3 tháng 10 năm 1973  | 1 tháng 11 năm 1976 | SED            |
| 4 | Willi Stoph (1914–1999)      |           | 1 tháng 11 năm 1976  | 7 tháng 11 năm 1989 | SED            |
| 5 | Hans Modrow (1928-2023)      |           | 13 tháng 11 năm 1989 | 11 tháng 4 năm 1990 | SED/PDS        |
| Thủ tướng Chính phủ Cộng hòa Dân chủ Đức Ministerpräsident der Deutschen Demokratischen Republik                     |                              |           |                      |                     |                |
| 6 | Lothar de Maizière (1940-)   |           | 12 tháng 4 năm 1990  | 2 tháng 10 năm 1990 | CDU            |

## Quyền hạn và nhiệm vụ
Hội đồng Bộ trưởng, là cơ quan trực thuộc Đại hội Nhân dân, là chính phủ của Cộng hòa Dân chủ Đức. Hội đồng Bộ trưởng thay mặt Đại hội Nhân dân chỉ đạo thực hiện thống nhất chính sách của nhà nước và tổ chức thực hiện các nhiệm vụ chính trị, kinh tế, văn hóa, xã hội cũng như các biện pháp quốc phòng được giao phó.
Hội đồng Bộ trưởng có nhiệm vụ:
- Quản lý nền kinh tế quốc dân và các lĩnh vực khác của xã hội;
- Đảm bảo sự phát triển theo tỷ lệ có kế hoạch kinh tế quốc dân;
- Lên kế hoạch cân đối các khu vực và lãnh thổ xã hội, và thực hiện hội nhập kinh tế xã hội chủ nghĩa;
- Tiến hành chính sách đối ngoại Cộng hòa Dân chủ Đức phù hợp với các nguyên tắc của Hiến pháp và pháp luật;
- Làm sâu sắc thêm mối quan hệ hợp tác toàn diện với Liên bang Cộng hòa xã hội chủ nghĩa Xô viết và các quốc gia xã hội chủ nghĩa khác và đảm bảo sự đóng góp tích cực của Cộng hòa dân chủ Đức vào việc củng cố cộng đồng các quốc gia xã hội chủ nghĩa;
- Quyết định việc ký kết, chấm dứt hiệp ước quốc tế theo thẩm quyền. Chuẩn bị các thỏa thuận nhà nước;
- Trả lời các câu hỏi của đại biểu Đại hội Nhân dân.
- Xây dựng các nhiệm vụ về chính sách đối nội và đối ngoại của nhà nước cần giải quyết và trình Đại hội Nhân dân dự thảo luật và quyết định.

Hội đồng Bộ trưởng quản lý, điều phối và kiểm soát hoạt động của các bộ, các cơ quan nhà nước khác ở trung ương và hội đồng các khu vực. Thúc đẩy việc áp dụng các phương pháp quản lý khoa học, và sự tham gia của người lao động vào việc thực hiện chính sách của Nhà nước xã hội chủ nghĩa. Bảo đảm cho các cơ quan nhà nước cấp dưới, cơ quan quản lý, hiệp hội, cơ sở và tổ chức thực hiện các hoạt động của mình trên cơ sở pháp luật và các quy định khác của pháp luật.
Trong khuôn khổ luật pháp và các quyết định của Đại hội Nhân dân, Hội đồng Bộ trưởng ban hành các quy định và ra nghị quyết.

## Cấu trúc
Hội đồng Bộ trưởng bao gồm Chủ tịch Hội đồng Bộ trưởng, Phó Chủ tịch và các Bộ trưởng.
Hội đồng Bộ trưởng sẽ thành lập Đoàn Chủ tịch Hội đồng Bộ trưởng trong số các thành viên của Hội đồng. Chủ tịch Hội đồng Bộ trưởng là chủ tọa Hội đồng Bộ trưởng và Đoàn Chủ tịch.
Hội đồng Bộ trưởng là một cơ quan tập thể. Tất cả các thành viên của nó chịu trách nhiệm về các hoạt động của Hội đồng Bộ trưởng. Mỗi bộ trưởng chịu trách nhiệm về lĩnh vực phụ trách được giao cho mình.
Chủ tịch Hội đồng Bộ trưởng do Đảng mạnh nhất của Đại hội Nhân dân đề xuất và được Đại hội Nhân dân ủy nhiệm để thành lập Hội đồng Bộ trưởng.
Chủ tịch và các thành viên của Hội đồng Bộ trưởng có nhiệm kỳ 5 năm, và được bầu lại sau cuộc bầu cử mới của Đại hội nhân dân.
Khi Đại hội nhân dân kết thúc nhiệm kỳ, Hội đồng bộ trưởng sẽ tiếp tục hoạt động của mình cho đến khi Đại hội nhân dân bầu ra Hội đồng bộ trưởng mới.
Chủ tịch và các thành viên của Hội đồng Bộ trưởng sẽ được Chủ tịch Hội đồng Nhà nước tuyên thệ trước Hiến pháp.